# Armascirus asghhari
Armascirus asghhari är en spindeldjursart som beskrevs av Bashir och Afzal 2005. Armascirus asghhari ingår i släktet Armascirus och familjen Cunaxidae. Inga underarter finns listade i Catalogue of Life.